# Mercedes-Benz W204
Mercedes-Benz W204 (eller Mercedes-Benz C-klass) är en personbil, tillverkad av den tyska biltillverkaren Mercedes-Benz mellan 2007 och 2014.

## C204
På Internationella bilsalongen i Genève i mars 2011 introducerade Mercedes-Benz en coupé-version av 204-serien, som efterträdare till den utgångna CLC-klassen.
Versioner:
| Modell                       | Årsmodell | Motor                      | Cylindervolym | Effekt     | Bränslesystem                  |
| ---------------------------- | --------- | -------------------------- | ------------- | ---------- | ------------------------------ |
| C180 Kompressor              | 2007-09   | M271: 4-cyl radmotor dohc  | 1796 cm³      | 156 hk     | Bränsleinsprutning, kompressor |
| C200 Kompressor              | 2007-09   | M271: 4-cyl radmotor dohc  | 1796 cm³      | 184 hk     | Bränsleinsprutning, kompressor |
| C200 CDI                     | 2007-09   | OM646: 4-cyl radmotor dohc | 2148 cm³      | 136 hk     | Common rail turbodiesel        |
| C220 CDI                     | 2007-09   | OM646: 4-cyl radmotor dohc | 2148 cm³      | 170 hk     | Common rail turbodiesel        |
| C230                         | 2007-09   | M272: 6-cyl V-motor dohc   | 2496 cm³      | 204 hk     | Bränsleinsprutning             |
| C280 och C280 4MATIC         | 2007-09   | M272: 6-cyl V-motor dohc   | 2996 cm³      | 231 hk     | Bränsleinsprutning             |
| C320 CDI och C320 CDI 4MATIC | 2007-09   | OM642: 6-cyl V-motor dohc  | 2987 cm³      | 224 hk     | Common rail turbodiesel        |
| C350 och C350 4MATIC         | 2007-11   | M272: 6-cyl V-motor dohc   | 3498 cm³      | 272 hk     | Bränsleinsprutning             |
| C180 BlueEFFICIENCY          | 2008-10   | M271: 4-cyl radmotor dohc  | 1597 cm³      | 156 hk     | Bränsleinsprutning, kompressor |
| C63 AMG                      | 2008-14   | M156: 8-cyl V-motor dohc   | 6208 cm³      | 457-487 hk | Bränsleinsprutning             |
| C250 CDI                     | 2009-14   | OM651: 4-cyl radmotor dohc | 2143 cm³      | 204 hk     | Common rail turbodiesel        |
| C350 CGI                     | 2009-11   | M272: 6-cyl V-motor dohc   | 3498 cm³      | 292 hk     | Direktinsprutning              |
| C180 CGI                     | 2010-12   | M271: 4-cyl radmotor dohc  | 1796 cm³      | 156 hk     | Direktinsprutning, turbo       |
| C200 CGI                     | 2010-14   | M271: 4-cyl radmotor dohc  | 1796 cm³      | 184 hk     | Direktinsprutning, turbo       |
| C250 CGI                     | 2010-14   | M271: 4-cyl radmotor dohc  | 1796 cm³      | 204 hk     | Direktinsprutning, turbo       |
| C180 CDI                     | 2010-14   | OM651: 4-cyl radmotor dohc | 2143 cm³      | 120 hk     | Common rail turbodiesel        |
| C200 CDI                     | 2010-14   | OM651: 4-cyl radmotor dohc | 2143 cm³      | 136 hk     | Common rail turbodiesel        |
| C220 CDI                     | 2010-14   | OM651: 4-cyl radmotor dohc | 2143 cm³      | 170 hk     | Common rail turbodiesel        |
| C350 CDI och C350 CDI 4MATIC | 2010-14   | OM642: 6-cyl V-motor dohc  | 2987 cm³      | 231 hk     | Common rail turbodiesel        |
| C350                         | 2011-14   | M276: 6-cyl V-motor dohc   | 3498 cm³      | 306 hk     | Direktinsprutning              |
| C180                         | 2012-14   | M274: 4-cyl radmotor dohc  | 1595 cm³      | 156 hk     | Direktinsprutning, turbo       |
| C300 CDI                     | 2012-14   | OM642: 6-cyl V-motor dohc  | 2987 cm³      | 231 hk     | Common rail turbodiesel        |
| C350 CDI                     | 2012-14   | OM642: 6-cyl V-motor dohc  | 2987 cm³      | 265 hk     | Common rail turbodiesel        |
| C63 AMG Black                | 2012-14   | M156: 8-cyl V-motor dohc   | 6208 cm³      | 517 hk     | Bränsleinsprutning             |

## Bilder

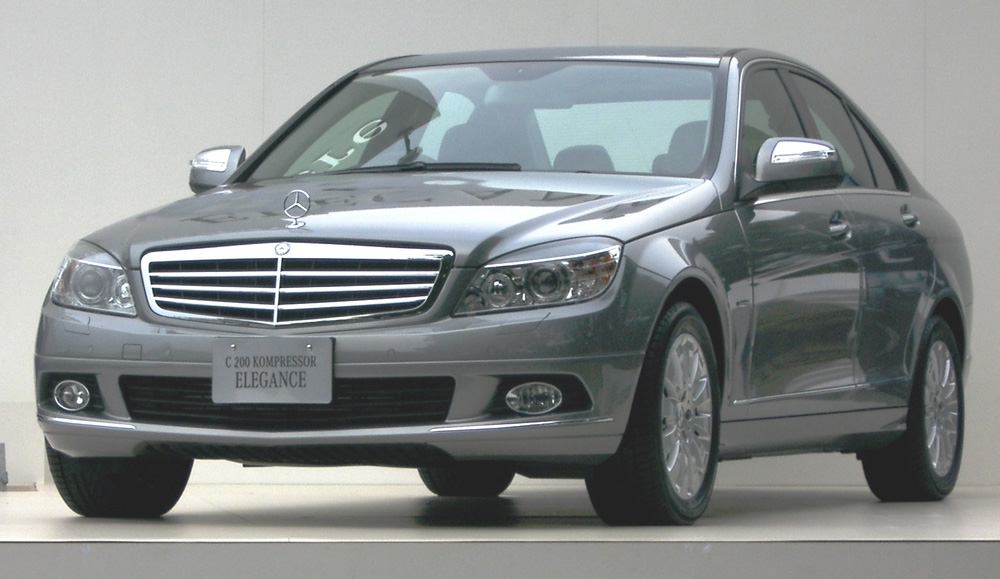
W204 sedan
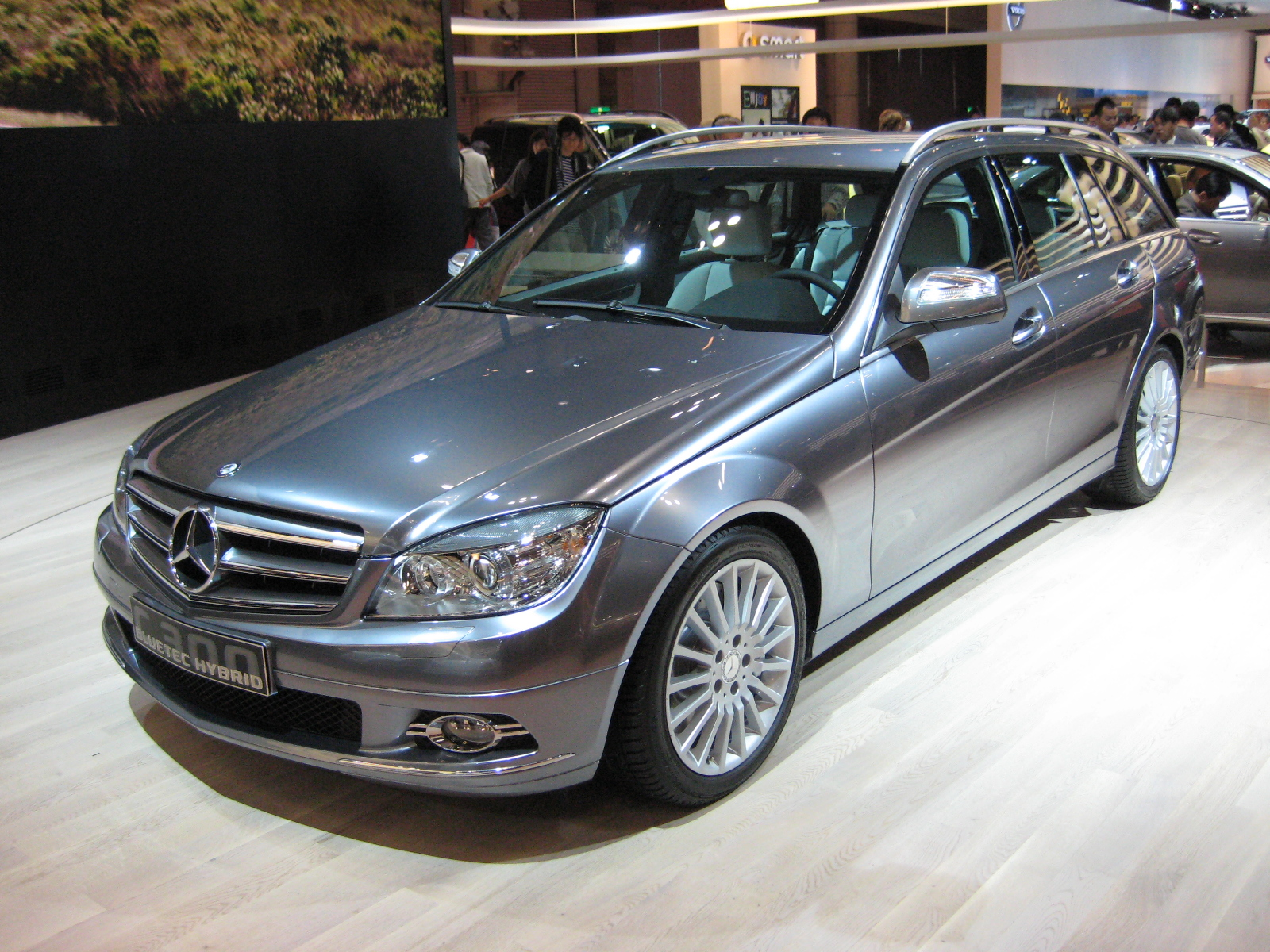
S204 kombi (T - Modell)
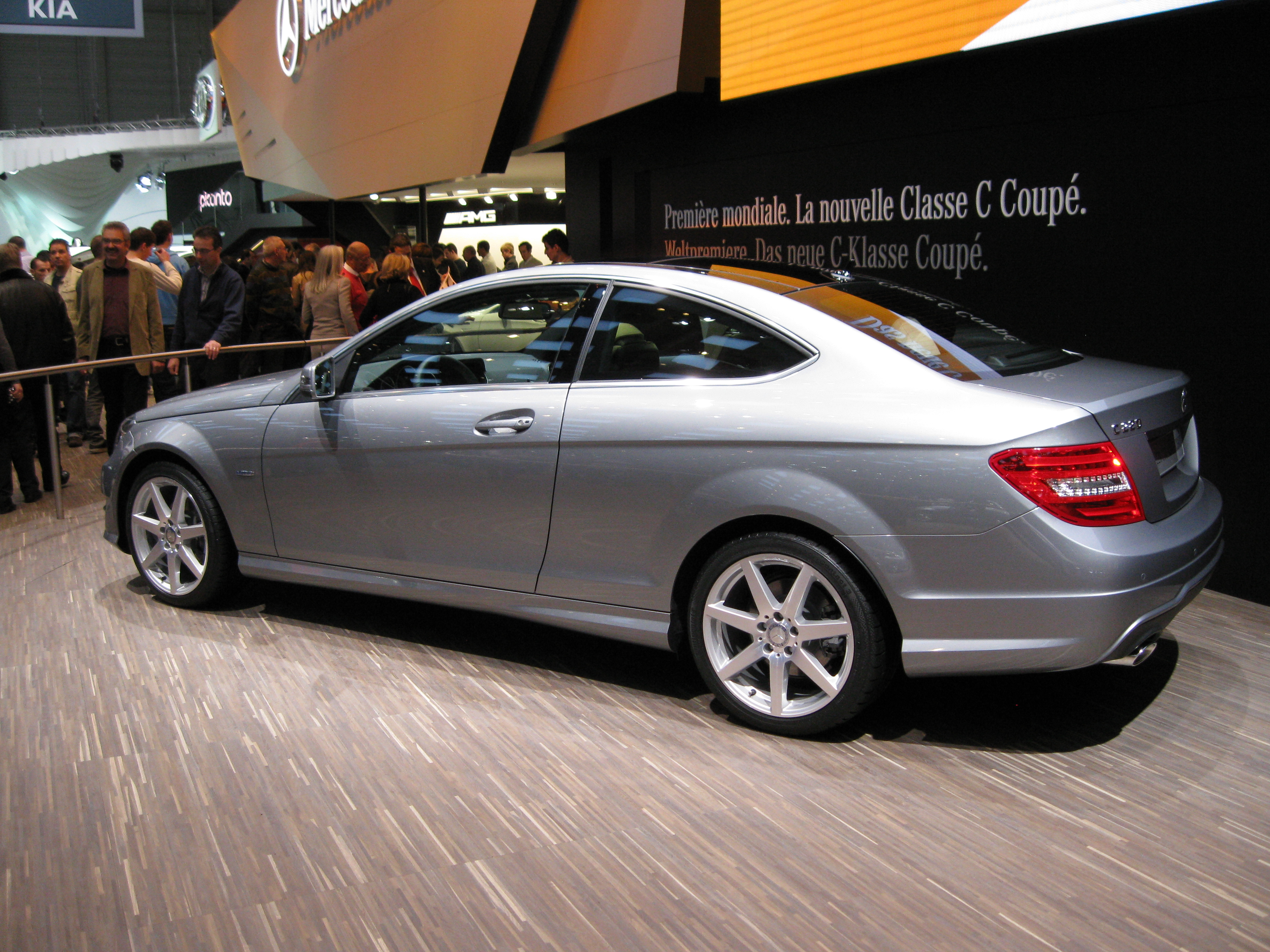
C204 coupé
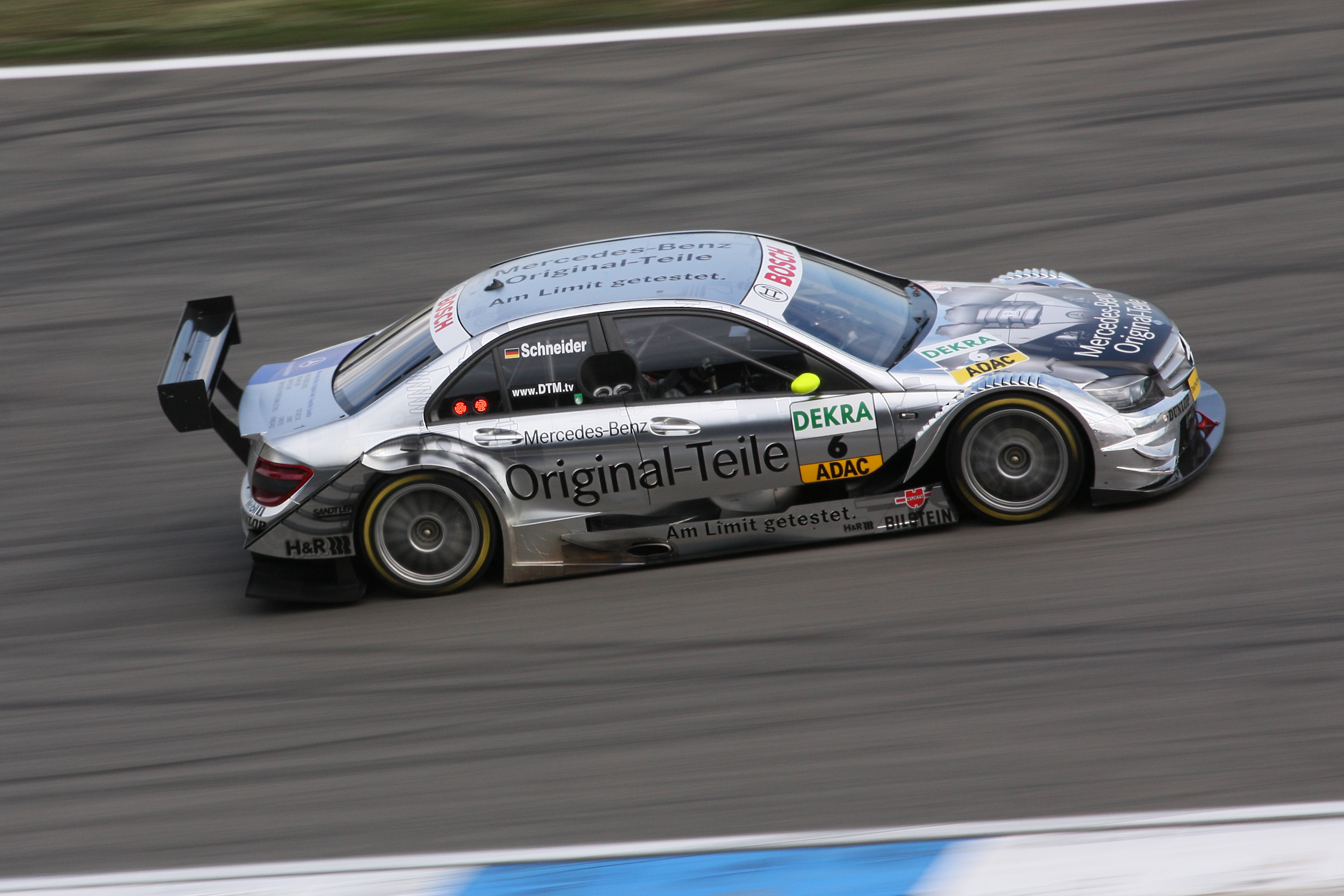
W204 i DTM 2008
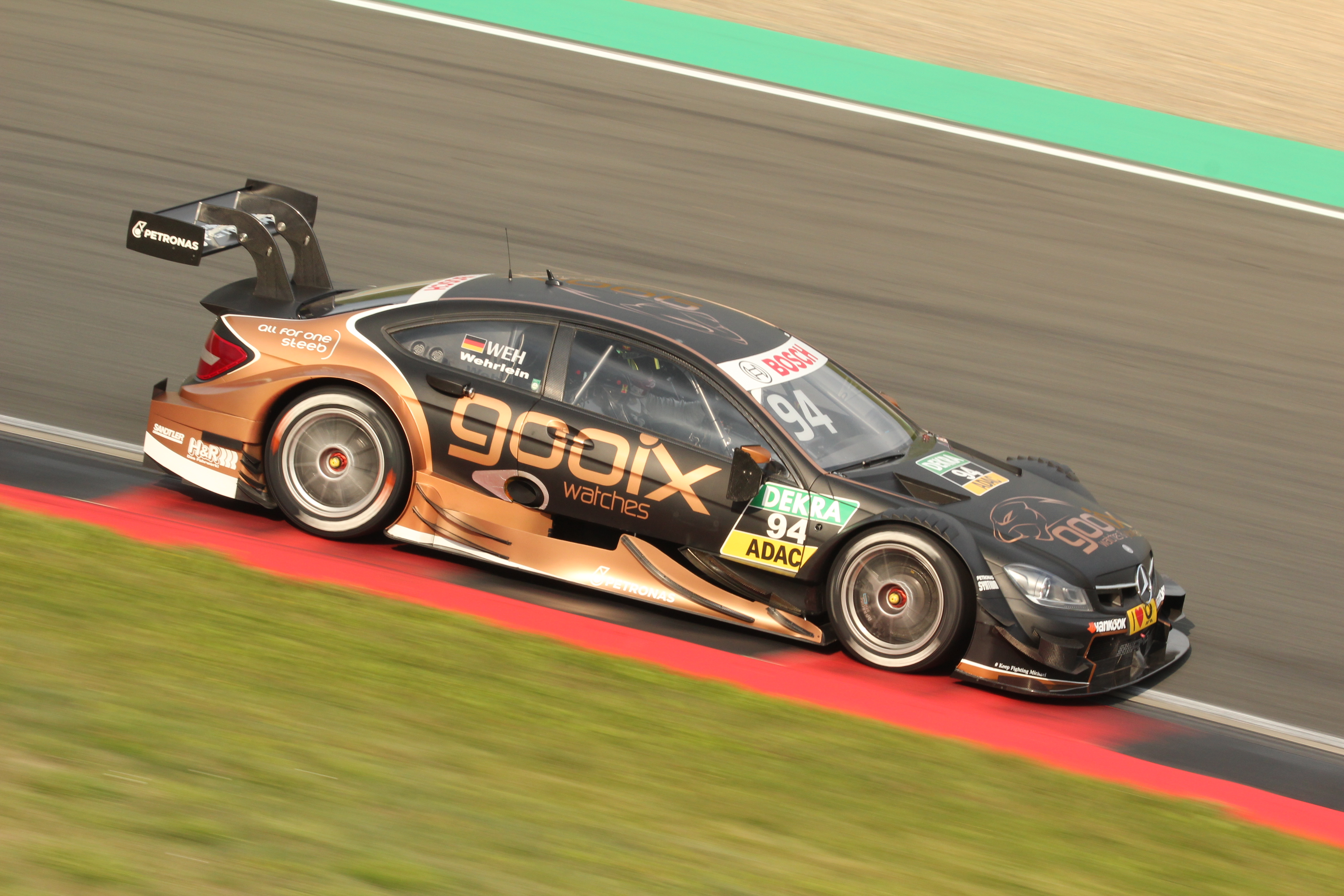
C204 i DTM 2015